# Salvatore Riccobono
(Cesare Sanfilippo)
Salvatore Riccobono (San Giuseppe Jato, 31 gennaio 1864 – Roma, 5 aprile 1958) è stato un giurista italiano.

## Biografia

### Studi giovanili
Nacque a San Giuseppe Jato, in provincia di Palermo, il 31 gennaio 1864 da Francesco e Maria Ajello. Agli inizi dei suoi studi fu seguito in particolare dallo zio sacerdote suo omonimo, alla quale era molto legato e che morì il 14 maggio 1931. Successivamente proseguì gli studi presso il liceo classico del seminario di Monreale e si laureò nel 1889, in Giurisprudenza, all'Università degli Studi di Palermo, discutendo una tesi di diritto romano. Dopo il conseguimento della laurea, seguì i consigli del suo professore e rettore dell'Università, Giuseppe Gugino, di trasferirsi in Germania per arricchire gli studi, rimanendovi fino al 1893. Durante il soggiorno tedesco ebbe modo di frequentare alcuni corsi dei più importanti professori di diritto dell'epoca, uno su tutti Bernard Windscheid, spostandosi in varie università quali quelle di Monaco di Baviera, Lipsia, Berlino e Strasburgo. Ritornato in Italia, nel 1894 si perfezionò maggiormente, frequentando la scuola di esegesi di Vittorio Scialoja.
All'età di 20 anni entrò in servizio militare presso l'Arma di artiglieria e in seguito, promosso sottotenente, fu trasferito nella Caserma del 22º Reggimento di Artiglieria da campagna di Palermo.

### Carriera universitaria
La carriera universitaria ebbe inizio nel 1895, quando ottenne la libera docenza presso l'Università degli Studi di Parma. Da quell'anno fino al 1896 occupò la cattedra dell'Università degli Studi di Camerino e il 21 gennaio 1897 venne nominato professore ordinario di diritto romano all'Università degli Studi di Sassari, dove si insediò ufficialmente nel febbraio dello stesso anno. Durante il suo soggiorno a Sassari, fu designato per leggere il discorso di apertura dell'anno accademico 1897-1898. Nell'ottobre del 1897 chiese e ottenne di essere trasferito all'Università di Palermo, dove insegnò presso la cattedra di istituzioni di diritto romano, fino al 1931. Dal 1908 al 1911 fu rettore dell'università. Fu inoltre promotore per la creazione del Seminario Giuridico e nel 1912 fondò gli Annali del Seminario giuridico dell'Università di Palermo. Dal 1921 al 1931 fu preside della Facoltà di Giurisprudenza. 
Durante il suo insegnamento a Palermo, fu invitato a partecipare ad alcuni incontri all'Università di Londra e a tenere una lezione nell'Università di Oxford. Nell'anno accademico 1928-1929 su invito dell'Università Cattolica d'America tenne un corso di esegesi a Washington.
Fu Pro-Sindaco della città di Palermo nel 1917-1918 e Presidente della Provincia di Palermo dal 1928 al 1929.
A Palermo durante il regime fascista, fu anche assessore comunale all’Annona.
Nel 1932 arrivò a Roma, e presso l'Università La Sapienza fondò e occupò la cattedra di Esegesi delle fonti del diritto romano; un anno dopo ottenne quella di Diritto romano. Nel 1934 divenne segretario perpetuo del Bullettino dell'Istituto di Diritto Romano che era stato fondato nel 1888 dal suo maestro Scialoja.
Il 29 maggio 1932 entrò a far parte della Reale Accademia d'Italia
Andò in pensione nel 1935, grazie alla legge sui raggiunti limiti di età fissata a 70 anni per i professori universitari. Pochi anni dopo venne nominato professore emerito dell'università romana, continuando a insegnare diritto romano nella Pontificia Università Lateranense fino al 1955.

## Produzione scientifica
La produzione scientifica che sviluppò è molto vasta e corposa. Riccobono rinnovò il metodo scientifico degli studi romanistici che era stato iniziato già alla fine dell'Ottocento per poi concludersi agli inizi del Novecento. Fondò, primo in Italia, il metodo critico interpolazionistico. Il suo scopo fu quello di ricostruire la storia interna degli istituti giuridici nel diritto classico, attraverso la riacquisizione delle singole dottrine, che i giureconsulti classici avevano precedentemente elaborato, dimostrando che spesso dottrine che non appartengono al giurista classico, si erano formate in realtà nel periodo postclassico, o immediatamente precedente alla loro compilazione, per opera della prassi. Per questo introdusse una nuova regola critica nell'esegesi, i cui punti fondamentali erano presi da ciò che ci era fornito dalla realtà in maniera frammentaria
A proposito di ciò, nel 1898 pubblicò un vasto saggio chiamato Scholia Sinaitica.
Morì a Roma il 5 aprile 1958.

## Opere
Lista delle opere:
- La teoria del possesso nel diritto romano
- La destinazione del padre di famiglia in diritto romano
- Gli scolii sinaitici
- Sull'usus
- Tracce di diritto romano classico nelle collezioni giuridiche bizantine
- Prospectus montium
- Cristianesimo e diritto privato
- Dal diritto romano classico al diritto moderno
- La fusione del ius civile e del ius praetorium
- Diritto romano e diritto moderno
- La formazione di un ius novum nel periodo imperiale
- La formazione della teoria generale del contractus nel periodo della giurisprudenza classica
- Lineamenti della rappresentanza diretta in diritto romano